# Barca (Rimavská Sobota)
Barca es un municipio del distrito de Rimavská Sobota en la región de Banská Bystrica, Eslovaquia, con una población estimada a final del año 2024 de 614 habitantes.
Se encuentra ubicado al este de la región, en la cuenca hidrográfica del río Sajó —un afluente derecho del río Tisza— y cerca de la frontera con la región de Košice y con Hungría.

## Demografía
| Año        | 1994 | 2004     | 2014     | 2024     |
| ---------- | ---- | -------- | -------- | -------- |
| Población  | 300  | 451      | 553      | 614      |
| Diferencia |      | +50,33 % | +22,61 % | +11,03 % |

| Año        | 2023 | 2024    |
| ---------- | ---- | ------- |
| Población  | 604  | 614     |
| Diferencia |      | +1,65 % |